# Ghiacciaio Molle
Il ghiacciaio Molle (in inglese Molle Glacier) (67°31′S 47°10′E), è un ghiacciaio largo circa 7 km, situato sulla costa occidentale della Terra di Enderby (un territorio costiero ancora privo di un toponimo preciso), in Antartide. Il ghiacciaio, il cui punto più alto si trova 186 m s.l.m., fluisce in direzione nord nord-est fino ad alimentare la parte settentrionale della piattaforma di ghiaccio Hannan.

## Storia
Il ghiacciaio Molle è stato delineato grazie a fotografie aeree scattate durante una delle spedizioni di ricerca antartica australiane (ANARE) svoltasi nel 1956 ed è stato così battezzato dal Comitato australiano per i toponimi e le medaglie antartici in onore di J.D. Molle, ufficiale radio alla Stazione Davis nel 1960.